# Cỗ máy phân tử

Kinesin đi bộ trên vi ống là một cỗ máy sinh học phân tử ở quy mô nano.

Cỗ máy phân tử (molecular machine) là một tập hợp phân tử có khả năng tạo ra chuyển động cơ học đáp ứng với các kích thích cụ thể. Trong các hoạt động sinh học ở cấp độ phân tử, các cỗ máy kiểu này thường xuyên thực hiện các chức năng thiết yếu cho sự sống như trong quá trình nhân đôi DNA và tổng hợp ATP. Kinesin đi bộ trên một vi ống là một cỗ máy phân tử sử dụng động lực học miền protein ở cấu trúc bậc nano.
Thuật ngữ này dịch từ nguyên gốc tiếng Anh là molecular machine, cũng gọi là nanomachine (cỗ máy nanô).
Nghiên cứu về cỗ máy phân tử hiện đang được dẫn đầu với giải thưởng Nobel về hóa học năm 2016 được trao cho Jean-Pierre Sauvage, Sir J. Fraser Stoddart và Bernard L. Feringa. Phát hiện này gợi cho nhiều nhà khoa học thu nhỏ các máy móc được tìm thấy trong thế giới vĩ mô, nhất là ứng dụng tạo ra "cỗ máy vận chuyển" thuốc vào tận từng tế bào của người bệnh.

## Xem thêm

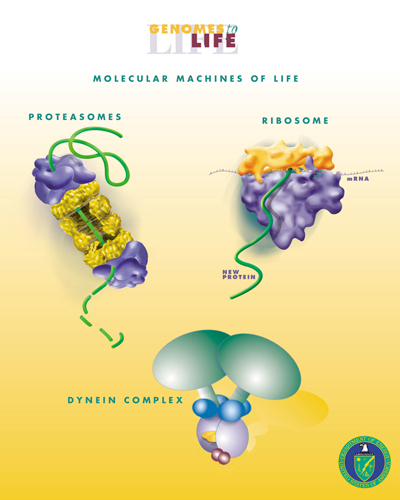
Một số cỗ máy phân tử sinh học